# 太清宫 (沈阳)
太清宫，位于辽宁省沈阳市沈河区西顺城街16号，是道教全真道龙门派宫观。为辽宁省道教协会、沈阳市道教协会所在地。

## 历史
太清宫是龙门派在中国东北最大的十方丛林，创建于清朝康熙二年癸卯（1663年）。太清宫开山祖师郭守真（道号“弘阳子”，为龙门派第八代传人）的“遗蜕”曾埋藏在此。
郭守真本籍今辽宁辽阳。自幼在山东即墨县马鞍山聚仙宫拜龙门派第七代律师李常明为师。后来回到辽东，于明朝崇祯三年（1630年）开始在今辽宁本溪九顶铁刹山八宝云光洞修行30多年，使该山成为道教在中国东北的传播之地。清朝康熙初年，盛京将军乌库礼慕名迎请他来到盛京（今沈阳）祈雨。
《东华全录·灾异志·旱魃之记》记载：“时沈邑酷旱，遂建醮祈雨，三日甘霖降。欲酬重礼，固辞不受。唯求得城垣西北角楼一段，因地势低洼，积潦成一水池，撤水填平，建三教堂以为师焚修之所。”三教堂就是如今太清宫的前身，体制为子孙院。“三教堂”之名体现了全真道三教合一的教旨。当时建有大殿三间以及玉皇阁、关帝殿、客堂、耳房等建筑。《奉天府承德县祠祀志》记载：“三教堂在怀远门外，又称在外攘门外。有三殿三楹、经楼三楹、后殿三楹、配殿八楹，耳房四楹，前殿三楹、耳房八楹，大门一楹，左右边门各一楹。”康熙五十二年己丑（1673年），郭守真在三教堂羽化，在三教堂的后院建塔奉安，此后岁时致祭。
乾隆三十年乙酉（1766年），三教堂遭水灾，殿宇倾圮，经三教堂道士赵一尘募化，逐步修复。乾隆三十二年丁亥（1768年），又由道士马阳震在盛京魏将军、刑部侍郎荣及各界人士的支持下，扩建三教堂，增建了外院群房以及西院老基屋宇并大殿前的东西两廊，周围建围墙，乾隆四十四年已未（1779年）完工，三教堂遂更名为太清宫。当时共有房屋八十八间，有方丈、监院、职事等道众百余人，定为十方丛林，为中国东北道教第一丛林。
嘉庆十三年戊辰（1808年），太清宫监院闾山子为方便交通，打通山门外的围墙，辟成东西直路；其南设有照壁，内置棂栏；经过两年的建设，又把西院及后院西北角的房屋增修成对称分布，并且增改照房九间。至此，太清宫共有房屋一百零二间，面积5250平方米。
光绪三十一年腊月（1906年初），太清宫监院潘宗泰卸任他去，葛月潭接任监院。葛月潭监院在光绪三十四年（1908年）春开工重修玉皇阁、大殿、善功祠，以及部分房屋，于同年九月完工。
中华民国初年，太清宫成为中国道教会关东总分会的所在地。民国三年（1914年），经诸山公议和各界推举，葛月潭从监院升任方丈，随即开坛传戒。葛方丈俗名为月潭，道名为明新，道号震庚道人、枕流道者，工诗词，善书画。
《太清宫丛林历史法略》记载：太清宫从道光三年（1821年）开始，由方丈孙抱一首先传戒，受戒弟子36人。道光十三年（1831年），方丈赵坚忍传戒，受戒弟子103人。同治十三年（1874年），方丈张耕云传戒，受戒弟子177人。光绪五年（1879年），方丈魏眠云传戒，受戒弟子244人。此后，太清宫戒坛中断40多年，直到葛月潭方丈任内又传戒三次：民国三年（1914年）受戒弟子333人，民国十年（1921年）受戒弟子387人，民国十八年（1929年）受戒弟子461人，这三次共有受戒弟子1081人。葛月潭方丈羽化后，其弟子纪至隐任方丈，于民国二十六年（1937年）传戒一次，受戒弟子690多人。民国三十三年（1944年），金诚泽任方丈，任内在双城县无量观及沈阳太清宫先后传戒两次，受戒弟子共900多人。
中华人民共和国成立后，太清宫方丈岳崇岱出任中国道教协会首任会长，参与筹备并成立了中国道教协会，1958年被打成“右派分子”，同年在沈阳自杀身亡。
中华人民共和国初期，太清宫历年都开展小规模维修。1954年和1959年，又各开展一次大规模维修，修建了老君殿、玉皇殿，并在全院开展了彩画工程。
文化大革命爆发后，1966年8月23日下午，太清宫内的碑塔、神像、钟鼎等被红卫兵全部拆除或砸碎，太清宫内保存的古籍、碑帖、书画等文物全部被焚毁或散佚，太清宫的文史及档案资料也全部被焚毁。文化大革命期间，太清宫停止宗教活动，房屋被工厂、学校、居民等占用。
中共十一届三中全会后，辽宁省道教协会于1979年8月恢复工作，并于同年11月成立沈阳市道教协会。同年12月，辽宁省道教协会、沈阳市道教协会再次接管并进驻太清宫。1980年8月，辽宁省道教协会召开第三届代表会议，改选了第二届理事会。
1962年11月，太清宫被沈阳市人民委员会公布为沈阳市文物保护单位。1963年9月，被辽宁省人民委员会公布为第一批辽宁省文物保护单位。1983年又经国务院批准为道教全国重点宫观。1980年起，辽宁省人民政府、沈阳市人民政府及有关单位多次拨款共计70多万元人民币，恢复太清宫的原貌。塑像、彩绘、雕刻等都获得恢复，玉皇殿、吕祖殿、邱祖殿、三官殿、郭祖殿等殿内的神像都获得重塑，并且修复了善功祠、方丈房以及部分寮房，全部恢复工程于1985年末完工。
农历每月初一、十五为太清宫的祀神日，信众届时聚集太清宫。

## 建筑
太清宫坐北朝南，现有八座主要殿堂。主要建筑有：
- 南门：位于中轴线最南端。面阔三间。明间开门，门上悬挂“太清宫”匾额（下款为“沈延毅”），两侧有对联“太上以道德為宗此外別無覺路，清氣由乾坤而起於焉已是忘機。”两次间正面各开一个圆窗。圆窗和对联之间分别挂有“辽宁省道教协会”、“沈阳市道教协会”的牌匾。南门外东侧有《重脩斗姥宮碑書後》碑，碑文如下（根据该碑识读，请以原碑为准；格式按照原碑，将纵书改为横书）：

重脩斗姥宮碑書後
月潭自述將本宮祖遺宗門私產傳諸津門作為繼承法院已如前記所述因事屬創舉為免除將來一切糾葛起見又將

此事原委在本管瀋陽縣公署呈報二案並囑太清宮叢林為異日選賢臨時監督機關存稿備查外遇有承繼非人或繼

承間發生種種窒礙均得秉公處理代為主持一切意美□良我道俗友誼人等即表同情尤深景仰爰於碑成之日特記

數語以資證明非散逜為譽揚亦紀念之一助云爾        贊助兼募緣人  合銜芳名於左
           吉林省督軍孫烈臣  警務處處長王家勳 洮南縣知事張振中   駐省辦事員孫百鈞  鐵嶺縣商    會
           黑龍江督軍吳俊陞  電報局局長呂永恩 岫岩縣知事李廣□  撫順承審員蓝增芳  長甸河商    會
           廿七師師長張作相  交涉署署長佟兆元 北鎮縣知事黃硯田   西清道隊長提久廷  四平街商    會
           五六旅旅長張海鹏 三省鹽運使金鼎勳 瀋陽縣□長夫保祥  瀋陽縣推事高桂榮   興□縣商    會
           東邊鎮守使馬龍潭  安東審判庭黃成霖  警務處□員孫嘉俊  通化縣推事王麟祥   遼陽縣商    會
           十一旅旅長湯玉麟  海龍審判庭賽沙敦  總商務會長魯宗煦  吉林省推事于住舟   新立屯商    會
           督軍署參謀喬賡雲 義縣縣知事張國垣  商務會副長劉愛賢  工務總會長薛永來 黑山縣商    會
           軍械廠廠長陶治平 海城縣知事廷  瑞    聯合會文牘張之謙  工務副會長李玉麟 新民縣商    會
           第五旅旅長蔡永鎮 江省財政廳長董召棠  儲蓄會總理范重三  奉天城內眾商  號   康平縣商   會
           督軍署咨議何庭□  孤山稅捐局長姜毓英 昌區地局總管金星濤  □源縣街眾商  號  通遼縣商   會
           閭山聖清宮  海雲觀        圓通觀  慶雲宮    蟠桃宮      龍潭宮   三清觀   商業銀行  新泰興公司
                  寧學參  曾學階     趙佐卿  劉灌杉   鄭文□  劉子川  高夢九   孫華□    □□趙玉明   刊石
中   華   民   國   十   一   年   壬   戌    夏   曆   六   月  二  十   日   即    聖姥誕日   公誌        曹□□撰書  
陽          八         十  二

- 东门：东门前临西顺城街。门外上方悬“紫氣東來”匾额（上款为“王素洁敬赠”，下款为“癸未年春张剋伟奉书”）。前廊楹柱对联为：“道生一一生二二生三三生万物，人法地地法天天法道道法自然。”（下款为“王淑洁敬赠，张剋伟奉书”）前廊边柱对联为道家自创文字书写：“玉爐燒煉延年藥，正道行修益壽丹。”门内朝西有抱柱对联：“道教精微犹如日挂山头行到山头日更远，玄门奥妙恰似月浮水面拨开水面月还深。”（下款为“宣晓萍敬献”）进入东门，经过十方堂的过道门，便进入院内。东门内正对关帝殿的东山墙，山墙上附建有一小影壁，小影壁中央有一黑底方框，框内上方有金字“道院丛林”，下方有带圆圈的金字“清静重地禁止喧哗，如敢故违定行究治。”
- 灵官殿：位于南门北侧，坐南朝北，1988年修复后为面阔三间、两层硬山前后廊式。二层外檐正中悬“靈官殿”匾额（上款为“侯宇恒敬贈”，下款为“徐炽書”），二层前廊外有魏碑体对联：“不設樊籬恐風月被他拘束，大開戶牗放江山入我襟懷。”二层前廊内门两侧有对联：“青天有眼善恶两样看称，红日无心贫富一般照过。”一层前廊内门两侧有黑底金字对联：“存心邪僻任爾燒香無點益，持心正大見吾不拜又何妨。”殿内主供护法镇山之神王灵官、赵灵官。
  - 经堂：灵官殿北侧的东配殿。门上悬挂“经堂”匾额。前廊外侧楷书对联：“心如明镜连天净，性似寒潭止水同。”
  - 十方堂：灵官殿北侧的西配殿。门上悬挂“十方堂”匾额。前廊外侧楷书对联：“棄家園學禮義修真養性，入玄門避是非靜心存神。”十方堂北次间辟为过道门，过道门正东为东门。
- 关帝殿：位于灵官殿正北。青瓦歇山顶，正脊素立面，两端设有鸱吻，垂脊设有跑兽。面阔、进深均为三间。下有石造须弥座式台基，前后踏垛三级。外檐正中悬“关帝殿”匾额（上款为“侯宇恒敬贈”，下款为“乙卯年仲春温同春”），两侧对联为：“志在春秋氣陳天地，忠貫日月義薄風雲。”（下款为“瀋陽艾友貴敬書”）殿内木雕暖阁中主供头戴冕旒、身穿衮服、手持笏板的关圣帝君坐像。东山墙下有关平彩塑立像，西山墙下有周仓彩塑立像。关帝殿外阶下西侧有青铜“赤兔马”雕像，赤兔马旁边有一棵松树。关帝殿外阶下东侧有一座日晷。关帝殿的后身上方悬挂“乾坤正气”匾额（上款为“侯宇恒敬贈”，下款为“丁卯初夏沈延毅题”），两侧对联为：“正氣滿乾坤後啟千秋文信國，大名垂宇宙同生一代武鄉侯。”
- 老君殿：位于关帝殿正北。青瓦硬山顶，带前廊，正脊立面中塑二龙戏珠，两端设有鸱吻，垂脊设有跑兽。面阔三间，进深二间，梁枋上有苏式彩画。外檐正中悬“老君殿”匾额（上款为“侯宇恒敬贈”，下款为“丁卯初夏沈延毅题”）。前廊内门上悬挂“大道同源”匾额。前廊外对联和东门前廊边柱对联的内容和字体相同，即“玉爐燒煉延年藥，正道行修益壽丹。”前廊内门两侧对联为：“百二關河迎紫氣，五千道德洩玄機。”殿内正中的垂花式木阁内主供太上老君彩塑坐像。西侧配祀韦驮站立塑像，韦驮双手合十，面朝东，韦驮后面的西山墙上有老子“八十一化”彩色壁画。东侧配祀王灵官塑像，王灵官面朝西，王灵官背后的东山墙上有老子“八十一化”彩色壁画。老君殿后身外檐正中悬“万古长春”匾额，两侧对联为：“胎生卵生湿生化生生生不息，天道地道人道鬼道道道无穷。”
  - 东配楼：位于老君殿东侧，坐北朝南，两层。
  - 西配楼：位于老君殿西侧，坐北朝南，两层。
  - 客堂：位于老君殿前东侧，为东配殿，面阔三间。前廊内门上悬“客堂”匾额。前廊外有对联：“赤松黄石徵来去。青鸾白鹤接送迎。”
  - 寮房：位于老君殿前西侧，为西配殿，面阔三间。前廊内门上悬“寮房”匾额。前廊外有对联：“敬以持己恕以及物，勤可补拙俭可养廉。”
  - 钟楼：位于老君殿东北侧。方丈的南侧。
  - 鼓楼：位于老君殿西北侧。监院的南侧。
  - 东廊：位于东门以北，到方丈的东侧，为一条长廊。东廊东侧为东院墙。出东廊北端，靠东院墙朝西立有《葛公月潭记》石碑，为2013年立。
  - 西廊：与东廊对称。西廊西侧为西院墙。
- 玉皇殿：位于老君殿正北，两层，青瓦硬山顶，带前后廊，正脊两端设有鸱吻，垂脊设有跑兽。面阔三间，进深二间，梁枋有和玺彩画。上层内顶装有天花，画龙凤图案。一层是接待室，二层供奉玉皇大帝塑像。一层前廊外对联为“干净地常来坐坐，太平时早去修修。”（下款为“宣晓萍敬献”）一层前廊内门两侧对联为：“萬道祥光照耀玉宮，千條瑞氣貫通皇庭。”二层外檐正中悬“玉皇殿”匾额（上款为“侯宇恒敬贈”，下款为“丁卯初夏沈延毅题”），二层前廊内门两侧有对联：“九天閶闔開宮殿，一朵紅雲捧玉皇。”（上款为“丁卯初夏，金龙敬献”，下款为“沈延毅题”）二层的神龛内主供手持笏板的玉皇大帝彩塑像。东山墙的道教诸神壁画中嵌有王灵官的彩塑立像。西山墙的道教诸神壁画中嵌有土地爷的彩塑立像。
  - 三官殿、吕祖殿：位于玉皇殿东侧，坐北朝南，两层，青瓦硬山顶，带前廊，面阔三间。一层是三官殿，二层是吕祖殿。
    - 三官殿：一层三官殿前廊外正中上方悬“三官殿”匾额（下款为“温同春”，左下方自右向左有一行小字“信徒王素洁敬送，壬午孟冬”）。前廊外原有对联：“极是道宗太极还从无极起，三元总自一元分无为善长。”（上款为“信徒刘鑫敬送”，下款为“壬午孟冬温同春”），2014年之前已改挂对联“太极还从无极起极是道宗，三元总自一元分无为善长。”（下款为“信徒杨金越敬送”）殿内供奉天官、地官、水官三官（又称三元）。
    - 吕祖殿：二层吕祖殿前廊内门上悬“吕祖殿”匾额（上款为“侯宇恒敬贈”，下款为“乙卯年仲春温同春”）。前廊内门两侧有对联“劍氣衝開天外雨，笛聲吹徹洞庭秋。”殿内中央的龛内中间为吕洞宾祖师彩塑像。左为柳祖，右为济祖。

  - 郭祖殿、邱祖殿：位于玉皇殿西侧，坐北朝南，两层，青瓦硬山顶，带前廊，面阔三间。一层是郭祖殿，二层是邱祖殿。
    - 郭祖殿（护法殿）：一层郭祖殿前廊外正中上方悬“护法殿”匾额（下款为“韩毅、陈静赠，毛刚”）。前廊外侧楹柱对联为：“鐵刹山苦修煉了結塵無俗願，盛京城建道宮弘揚黃老僊經。”一层的郭祖殿内左侧供奉“护法大仙”黑老太太彩塑坐像，两侧各有一道姑彩塑立像。黑老太太为道教的地仙，东北地方护法神，在东北三省的道观及部分寺庙中供奉，黑老太太的总灵在辽宁本溪九顶铁刹山，传说黑老太太在九顶铁刹山悬石洞修炼成仙。黑老太太圣诞是农历六月廿四日。郭祖殿内右侧供奉太清宫开山祖师郭守真彩塑像，两侧各有一道童彩塑立像。
    - 邱祖殿：二层邱祖殿前廊内门上悬“邱祖殿”匾额（上款为“侯宇恒敬贈”，下款为“乙卯年仲春温同春”）。门前对联为：“见君礼稽首一言止杀救苍生，悟道藏玄机四海驰名朕信宠。”前廊外侧楹柱对联为“七载龙门元帝三迎亲问道，六年磻溪邑官九拜清淡经。”殿内正中的龛内中央供奉龙门派祖师邱处机彩塑像，两侧各有一道童彩塑立像。

  - 方丈：玉皇殿前的东配殿。是太清宫的方丈居室。对联为：“含光便是常生藥，變骨成金上品僊。”
  - 监院：玉皇殿前的西配殿。是太清宫的监院居室。对联为：“天地玄黄脩道德，洪荒宇宙煉元神。”[2][1]
- 后院：位于玉皇殿正北，院内原有郭祖塔、碑楼，北面中央为法堂。碑楼内有《郭真人碑记》石碑一通。法堂前两侧的横墙内嵌《太清宫特建世系承志碑》、《玉皇阁碑记》石碑各一方。这些建筑和石碑现已无存。

## 历任住持
太清宫实行丛林制度后，历任住持（即住院方丈）为：
- 孙抱一（？-？）
- 赵坚忍（？-？）
- 张圆璇（1874年-1887年）
- 魏永彩（？-？）
- 葛明新（1914年-1934年）
- 纪至隐（1934年-1944年）
- 金诚泽（1944年-1946年）
- 郑宗悟（1946年-1949年）
- 岳崇岱（1949年-1958年）
- 田崇曲（？-？）[1]
- 李嗣一（2005年7月-）

## 延伸阅读
- 五十岚贤隆，太清宫志，满洲文化普及会，1938年

41°48′15″N 123°26′53″E / 41.80417°N 123.44806°E